# Turcomanos en Siria

Bandera de Turkmenistán sirio adoptado en el congreso de la Asamblea de Turkmenistán sirio en Al-Rai. El color azul en la bandera simboliza el origen turco, el rojo, la sangre de los mártires, el blanco, los valores humanos.

Los turcomanos en Siria (también conocidos como turcos en Siria, turcomanos sirios o turcos de Siria) (en turco: Suriye Türkleri) son ciudadanos sirios de origen turco. Ellos y sus antepasados han vivido en la actual Siria desde la época otomana (es decir desde el s XIV d. C.).
Durante la Guerra Civil Siria la población turca y turcomana establecida en Siria se ha involucrado en acciones militares contra el gobierno sirio y han recibido de parte de Turquía soporte y protección. Más recientemente se han unido en no oficial autogobierno denominado Asamblea Siroturcomana (en inglés: Syrian Turkmen Assembly) y han creado brigadas militares (conocidas en inglés como Syrian Turkmen Brigades es decir: Brigadas Turcomanas Sirias) y han adoptado emblemas (banderas etc.) propios de su etnia.

## Población

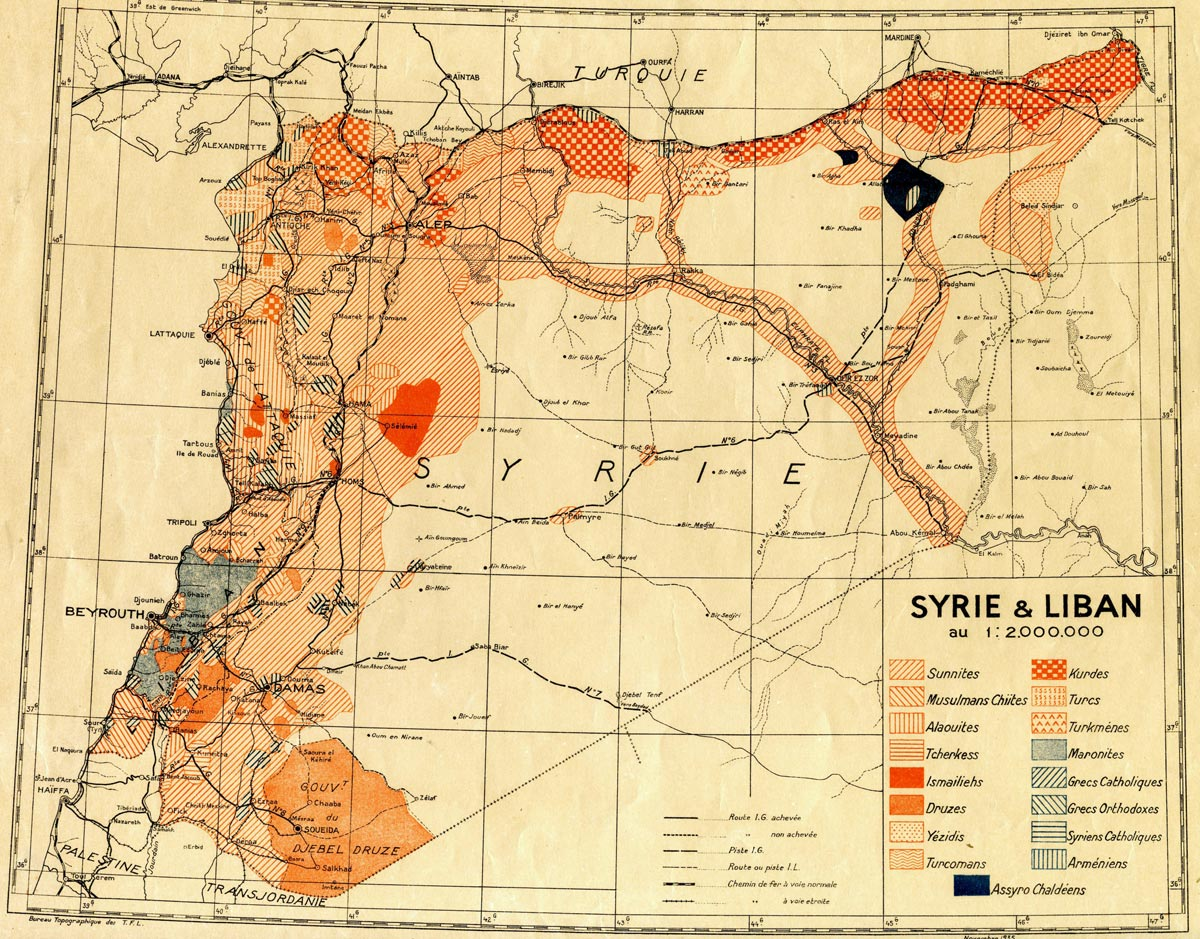
Un mapa de las comunidades étnicas y religiosas en Siria y Líbano en el año 1935. Clicar sobre la imagen para verla en detalle.

En el 2015 aún no está claramente estimado el número de turcomanos en Siria. Muchas fuentes consideran que rondan entre los 100.000 individuos y los 200.000. Algunos sirioturcomanos y otras fuentes reclaman que se considere su número entre 750.000 y 1.500.000 de personas. Mientras que en 2015 el autoproclamado Concejo Nacional Turcomano (de Siria) dice que los turcomanos en territorio de la república de Siria son 3,5 millones.